# Elf-ban Kakyūsei

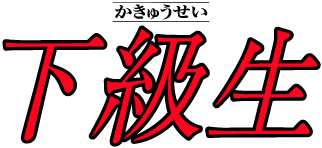
Titulo en japonés del anime Elf-Ban Kakyūsei

Elf-ban Kakyūsei (エルフ版　下級生, Erufuban Kakyūsei?) es un anime. No está relacionado con una serie diferente del mismo título, Kakyūsei, también producida por Pink Pineapple en 1995. Está basado en un juego originalmente creado por Masato Hiruta más popularmente conocido como Elf, y tuvo una serie de televisión producida después del éxito del OVA. El 14.º episodio de la serie nunca fue puesta al aire en televisión. La serie produjo secuelas y series derivadas que fueron considerablemente más explícitas que sus versiones anteriores.

## Kakyūsei Juego
Originalmente creado por Masato Hiruta.

## Elf-ban Kakyūsei OVA

### Trama
La historia gira en torno a Mizuho Yuuki, cuya mejor amiga Miko se ha enamorado de Tohru. Miko es bastante inocente y viene de un ambiente estricto por lo que Mizuho intenta no interponerse en su relación a pesar de su creciente interés por Tohru quien actualmente vive con su familia, y acepta ir a una cita con el acaudalado Haruhiko. También interfiere Ai, una estudiante más joven en su escuela, a la que también le gusta Tohru.

### Personajes
- Mizuho Yuuki por: Riko Sayama (japonés) - activa con una personalidad fuerte, disfruta jugar tenis.
- Miko Kamiyama por: Miwa Yanagihara (japonés) - inocente, proviene un ambiente familiar estricto.
- Tohru Nagase por: Susumu Chiba (japonés) - popular y muy querido, actualmente vive con la familia de Mizuho así como es su compañero de clase.
- Haruhiko Satake por: Toru Ohkawa (japonés) - proviene una familia rica y tiene sentimientos fuertes hacia Mizuho.
- Tatsuya Yuuki por: Hiroko Takemasa (japonés) Hermano menor de Mizuho.
- Ai Minamizato por: Minako Sango (japonés)
- Mahoko Mochida por: Ai Uchikawa (japonés)
- Miyuki Iijima por: Mie Sonozaki (japonés)
- Minatsu Yamashita por: Hiroko Kajimura (japonés)
- Reiko Shindou por: Ikumi Nagase (japonés)
- Nana Minagawa por: Kanoko Hatamiya (japonés)
- Minoru Goto por: Mitsuaki Madono (japonés)
- Shizuka Mitsuki por: Rena Yukie (japonés)
- Madre de Mizuho por: Kumiko Takizawa (japonés)
- Dogeza por: Yoshio Kawai (japonés)

## Secuelas y spinoffs
- Kakyūsei (TV): Un recuento alternativos de las OVA.
- Kakyūsei 2 (TV): una secuela de Kakyūsei (TV)
- Kakyūsei 2: Antología (OAV): Un recuento alternativo de Kakyūsei 2 (TV)
- Kakyūsei 2: Sketchbook (OAV): Un spin-off de Kakyūsei 2 (TV)